# Lindingaspis fusca
Lindingaspis fusca är en insektsart som beskrevs av Mckenzie 1943. Lindingaspis fusca ingår i släktet Lindingaspis och familjen pansarsköldlöss. Inga underarter finns listade i Catalogue of Life.